# Behavioral and Brain Sciences
Behavioral and Brain Sciences ist eine wichtige englischsprachige kognitionswissenschaftliche Zeitschrift, in der Artikel aus den Themenbereichen Psychologie, Neurowissenschaft, Informatik, Linguistik und Philosophie veröffentlicht werden. Die 1978 von Stevan Harnad gegründete Zeitschrift erscheint alle zwei Monate bei Cambridge University Press. Der Social Sciences Citation Index führt Behavioral and Brain Sciences als eines der meistzitierten Periodika im Bereich Psychologie.
Die Zeitschrift ist spezialisiert auf breite Diskussionen zu theoretischen Artikeln. Dabei folgt auf einen langen Artikel (target article) eine Reihe von kurzen Kommentaren (open peer commentary), deren Länge auf 1000 Wörter beschränkt ist. Der Artikelautor hat zum Schluss eine Gelegenheit auf die Kommentare zu antworten (author’s response).
Artikel, die in der Zeitschrift veröffentlicht werden sollen, müssen sich einem ausführlichen Peer-Review unterziehen.
Die Kommentare kommen von „assoziierten Mitgliedern“, zu denen Persönlichkeiten wie John R. Anderson, Ned Block, Jean-Pierre Changeux, David Chalmers, Daniel Dennett, Steven Pinker oder John Searle gehören.
2012 betrug der Impact Factor der Zeitschrift 18,571. Damit lag sie in der Statistik des ISI Web of Knowledge auf Rang 1 von 49 Journals in der Kategorie Verhaltenswissenschaft und auf Platz 3 von 251 Journals in der Kategorie Neurowissenschaft.